# تپه مله چیا
تپه مله چیا مربوط به عصر مس و سنگ است و در شهرستان سرپل ذهاب، بخش قلعه شاهین، ۴/۷ کیلومتری جنوب شرق روستای امامیه علیا واقع شده و این اثر در تاریخ ۲۷ اسفند ۱۳۸۷ با شمارهٔ ثبت ۲۶۴۴۰ به‌عنوان یکی از آثار ملی ایران به ثبت رسیده است.